# Alberto Laurenti
Alberto Laurenti (Roma, 8 maggio 1964) è un compositore e musicista italiano.
Chitarrista, arrangiatore e grande conoscitore della musica mediterranea, ha scritto canzoni con e/o per Gabriella Ferri, Renato Zero, Franco Califano, Mina, Tiromancino, Biagio Antonacci, Rumba de Mar, Gianni Nazzaro, Gianluca Guidi, Wilma Goich, Luca Canonici, Theroma,
Tony Colombo, Maurizio Mattioli, Fred Bongusto, Don Joe, Ketama, Franco126, Ensemble Ethnique, Adriano Di Benedetto. 
Il 14 maggio 2024 è protagonista di un concerto-evento in occasione dell'intitolazione di una piazza a Franco Califano in zona Vigne Nuove all'interno del parco di Casale Nei nel III Municipio di Roma.
Il testamento spirituale di Gabriella Ferri è rintracciabile nella lunga raccolta di Canti Di Versi –prodotta e arrangiata da Alberto Laurenti con cui la cantante scrisse anche gli ultimi inediti – nella quale, tra ritmi jazz, tanghi e flamenchi, con un incedere interpretativo e voce struggente che ricorda da vicino Amália Rodrigues(Coimbra), la cantante, oltre a inediti come Una donna sbagliata, interpreta anche brani di autori celebri come Paolo Conte (nell'autoironica Vamp), Luigi Tenco (Lontano lontano) ed Ennio Morricone (Stornello dell'estate), più altri del suo repertorio come È scesa ormai la sera e Sono partita di sera.

## Discografia
Con  Mina:
- Un Tempo Piccolo (F. Califano A. Gaudino A. Laurenti)

Cassiopea 2020
Con Franco Califano:
- Napoli (Califano – Gaudino – Laurenti) San Remo 1994
- Giovani (Califano – Gaudino – Laurenti)
- Razza Bastarda (Califano – Laurenti)
- Grandi nell'addio (Califano – Laurenti)
- Il Fenomeno (Califano – Laurenti)
- Vattene (Califano – Palazzolo – Laurenti)
- Platonia (Califano – Corbi – Laurenti)
- Fori la porta (Califano – Laurenti) "Canzone Vincitrice Festival della Canzone Romana"
- Vino Bianco Vino Nero (Califano – Laurenti)
- Uomini (Califano – Laurenti)
- Una preghiera (Califano – Laurenti)
- Che fine hai fatto cantautore (Califano – Fred Bongusto – Laurenti)
- Aspettando l'amore (Califano – Laurenti)
- I libri di Hemingway (Califano – Gaudino – Laurenti)
- Se è vero che c'è un Dio (Califano – Laurenti)
- L'amore Muore (Califano – Laurenti)
- Stando alle Regole (Califano – Giaretta – Laurenti) "Cantata in duetto con Alberto Laurenti"
- Gli Amici restano (Califano – Laurenti)
- Voja matta de Roma (Califano – Laurenti)
- Dice (Califano – Giaretta – Laurenti)
- Come una canzone (Califano – Laurenti)
- C'è bisogno d'amore (Califano – Gaudino – Laurenti)
- Due strade parallele (Califano – Gaudino – Laurenti)
- Pallide memorie (Califano – Gaudino – Laurenti)
- Quello che non sappiamo (Califano – Gaudino – Laurenti) cantata con Simona Bencini (Dirotta su Cuba)
- Strana la vita (Califano – Gaudino – Laurenti)
- Un secolo che va (Califano – Gaudino – Laurenti)
- L'impossibile fino alla fine – Monologo (Califano – Laurenti)
- Er Guanto – Monologo (Califano – Laurenti)
- Er cerchio in testa – Monologo (Califano – Laurenti)
- Disperati pensieri di un impotente – Monologo (Califano – Laurenti)
- Un Tempo Piccolo (Califano – Gaudino – Laurenti) "4 dischi di Platino nella versione cantata dai TiroMancino"
- (2018) Un Tempo Piccolo duetto Zampaglione/Antonacci
- L'amore è fragile (Califano – Vincenzo Incenzo – Laurenti)
- 'Na storia diversa (Inedito – Califano – Laurenti)
- La panchina (Inedito – Califano – Laurenti)
- Cantano l'amore (Inedito – Califano – Laurenti)
- Le mie ciliegie (Inedito – Califano – Laurenti)
- Noi di settembre (Strumentale – Califano – Laurenti)
- Cos’è l’amore (Califano-Laurenti-DonJoe)

Con Gabriella Ferri:
- Ricordo (G.Ferri – A.Laurenti)
- Da ragazzina (G.Ferri – A.Laurenti)
- Me voi pe te (G.Ferri – S.Longo – A.Laurenti)
- Cambia la vita (G.Ferri – S.Longo – A.Laurenti)
- È un’ora qualunque (G.Ferri – A.Laurenti)
- Fiore der primo amore (G.Ferri – S.Longo – A.Laurenti)
- Una donna sbagliata (G.Ferri – S.Longo – A.Laurenti)

con Renato Zero:
- Nel fondo di un amore (R.Zero – Franca Evangelisti – A.Laurenti)

Con i Rumba de Mar:
- Al crocevia della musica (Silvestro Longo – A.Laurenti)
- Alisei (Silvestro Longo – A.Laurenti)
- Arriva il giorno (Alberto Laurenti)
- Se rinascerò (Alberto Laurenti)
- Maonda (Silvestro Longo – A.Laurenti)
- Elisir (Alberto Laurenti)
- Bodrum (Alberto Laurenti)
- Te quiero (Alberto Laurenti)
- Scirocco (Alberto Laurenti)
- Sebta (Alberto Laurenti)
- Siento (A.Laurenti M. Tiburzi)
- Vientos (A.Laurenti)
- Tirana (A.Laurenti)
- Celtika (A.Laurenti)
- Fuego (A.Laurenti)
- Turkish Groove (A.Laurenti)
- Elisir (A.Laurenti)
- Libeccio (A.Laurenti)
- Milagro de Noche (A.Laurenti M.Tiburzi)
- Samá (A.Laurenti)
- Templar's Dawn (A.Laurenti A.Stornelli)
- Violin's passion (A.Laurenti E. Lotterini)
- Memento (A.Laurenti)
- Santo Graal (A.Laurenti A. Stornelli)
- A me le donne mi lasciano(A.Laurenti Riccardo Primo)

Con gli Ensemble Ethnique:
- Asilah (Alberto Laurenti)
- Bossalounge (Alberto Laurenti)
- Pacanà (Paolo Petrilli/ALberto Laurenti)
- Torre Blanca (Miguel Fernandez/Alberto Laurenti)
- Batù (Alberto Laurenti)
- Dansur (Alberto Laurenti)
- L'istante (Alberto Laurenti)
- Saltarello (Alberto Laurenti)
- Spqr Metro (Alberto Laurenti)
- Cerno morè (Alberto Laurenti)
- Sponde (Alberto Laurenti)
- Lloro Negro (Alberto Laurenti)
- NosOtros (Alberto Laurenti)
- Pax (Alberto Laurenti/Marco Brunelli)
- Amazing Sitar (Alberto Laurenti/Marco Brunelli)
- Con Toni Colombo
- Se questa volta fosse amore (Longo-Laurenti)

Con Duval Olivier Adoo (Costa D'Avorio)
- Angele (Duval/A. Laurenti)
- El Mismo cielo (Duval/A.Laurenti)
- Santiago (Duval/Alberto Laurenti)
- Apoo (Duval/Alberto Laurenti)
- No War (Duval/Alberto Laurenti)

Per Gianni Nazzaro:
- Se qualcuno sa (Longo/Laurenti)

Per Wilma Goich:
- e vai (A. Laurenti)
- Solo (A. Laurenti)

Per Gianluca Guidi:
- che male c’è (Longo/Laurenti)

Per Fred Bongusto: 
- Che fine hai fatto cantautore (Califano/Bongusto/Laurenti)

Per Luca Canonici:
- Commedianti e complici (Longo/Laurenti)
- Ti do un consiglio (Longo/Laurenti)
- Per Maurizio Mattioli
- Arieccheme qua
- Er funerale mio

Le Commedie musicali:
- Tegole e Fregole (di Silvestro Longo, musiche di Alberto Laurenti)
- Sotto er cielo de Roma (di Silvestro Longo, musiche di Alberto Laurenti)
- Il Brigante (di Silvestro Longo, musiche di Alberto Laurenti)
- L'amore per bene e per male (di Silvestro Longo, musiche di Alberto Laurenti)